# Mauro Gattinoni
Mauro Gattinoni (Lecco, 22 luglio 1977) è un politico e manager italiano, sindaco di Lecco dal 6 ottobre 2020.

## Biografia
Nato e cresciuto a Lecco, nella frazione di Malnago, Gattinoni si diploma al liceo scientifico Grassi della città e si laurea in Scienze Politiche all'Università Cattolica del Sacro Cuore di Milano e prosegue gli studi presso la Profingest Management School di Bologna. Nel 2001 viene iscritto presso l'Ordine nazionale dei giornalisti e nel 2004 partecipa ad un corso di specializzazione in sviluppo economico locale, innovazione tecnologica e internazionalizzazione delle filiere produttive alla SDA Bocconi School of Management.
Nel 2019 viene iscritto anche all'elenco nazionale degli Innovation Manager.

### Sindaco di Lecco
Nel 2020 scende in politica candidandosi a sindaco di Lecco con una coalizione di centro-sinistra costituita da AmbientalMente Lecco, Con la Sinistra cambia Lecco, Fattore Lecco (tutte liste civiche) e dal Partito Democratico. Risulta eletto al ballottaggio delle amministrative con il 50,07% dei consensi, battendo con un margine di 31 voti il candidato di centro-destra Giuseppe Ciresa. Il 6 ottobre 2020 s'insedia come sindaco del capoluogo.

## Opere
- Il primo passo - Dialoghi su uno sviluppo possibile con Lecco e per Lecco, prefazione di Stefano Zamagni, giugno 2020.